# 草台岗战斗
草台冈战斗，是国共内战中，中共第四次反围剿战争中的一场战斗。
红一方面军黄陂战斗胜利后在草台冈战斗、徐庄地区隐蔽，1933年3月21日，红军突然发起进攻击溃了进至该地区之陈诚的王牌十一师，在追击中歼其大部，增援的国军54师余部和9师一个团皆损失惨重。结果红一方面军歼灭国军近一个师，缴枪数千支（挺）。
当时林彪是红一军团军团长，军团当时有一个师左右。双方战斗异常激烈。在国军增援部队赶上之前，林彪孤注一掷，把预备队给投入战场。十一师师长肖乾在混战中受伤，群龙无首，全师被打残。此战过后，陈诚无心恋战。蒋介石整个战场布局被冲垮。
蒋介石在给陈诚的手谕中写道：“惟次挫失，惨凄异常，实有生以来惟一之隐痛。”而中央苏区的地域扩大到广东、福建、湖南、江西四个省，整个红一方面军发展至十万人左右，赤卫队发展到二十万人。此时中央苏区进入全盛时期，兵强马壮，吃穿不愁。
。